# 文達 (嘉慶進士)
文達（1793年—？），字味書，号聰四，费莫氏，满洲正蓝旗人。嘉庆庚午举人，甲戌进士。
历任云南东川府会澤县知县，军功赏戴蓝翎。诰授朝议大夫。

## 家庭成员
- 始祖满泰，世居布勒哈圖地方，从龙入关；
- 曾祖赋勒赫；
- 祖斐成；
- 富吉；
- 妻哲爾德氏；
- 嫡堂弟文蔚，嘉庆庚辰进士，工部侍郎、驻藏大臣；
- 嫡堂兄文懿，道光癸未进士，户部陕西司主事；
- 嫡堂弟文煜，官拜武英殿大学士，谥文達；
- 嫡堂侄志和，咸丰壬子进士，兵部尚书；
- 从堂叔保昌，太子太保、兵部尚书，谥敬僖；
- 从堂弟文碩，驻藏帮办大臣；
- 从堂侄志琮，光绪戊戌进士。[2]

其家族成员也多与宗室勛旧联姻，是道咸、同光年间的京城满洲名门。